# James Hill (producteur)
Pour les articles homonymes, voir James Hill et Hill.
James Hill, né le 1er août 1916 à Jeffersonville, Indiana et mort le 11 janvier 2001 à Santa Monica, Californie, est un producteur américain.
Il créa une société de production avec Harold Hecht et Burt Lancaster, la Hecht-Hill-Lancaster.
Il fut marié à l'actrice Rita Hayworth de 1958 à 1961. Tout comme Rita Hayworth, il développa la maladie d'Alzheimer.

## Hecht-Hill-Lancaster
- 1957 : Le Grand Chantage (Sweet Smell of Success) d'Alexander Mackendrick
- 1959 : Tables séparées (Separate tables) de Delbert Mann
- 1960 : Le Vent de la plaine (The Unforgiven) de John Huston

## Producteur
- 1954 : Vera Cruz de Robert Aldrich
- 1955 : L'Homme du Kentucky de Burt Lancaster
- 1956 : Trapèze de Carol Reed
- 1957 : Le Grand Chantage (Sweet Smell of Success) d'Alexander Mackendrick
- 1960 : Le Vent de la plaine (The Unforgiven) de John Huston
- 1961 : Les Joyeux Voleurs (The Happy Thieves) de George Marshall

## Scénariste
- 1953 : Le Roi des îles (His Majesty O'Keefe) de Byron Haskin